# Branko Pavlović
Pour les articles homonymes, voir Pavlović.
Branko Pavlović, en serbe cyrillique Бранко Павловић (né le 11 juin 1960), est un avocat et un homme politique serbe. Il a été vice-président de l'Union sociale-démocrate, mais il a aujourd'hui quitté ce parti.
Branko Pavlović a été directeur de l'Agence pour la privatisation.
Il a conduit la liste Branko Pavlović – « Parce que ça doit s'améliorer » lors des élections législatives serbes de 2007. Avec 15 722 voix et 0,39 % des suffrages, sa liste n'a remporté aucun siège à l'Assemblée nationale de Serbie.